# Commodore D9060
Commodore D9060 war die einzige Familie von Festplatten, die Commodore für den Heim- und Geschäftsmarkt hergestellt hat. Die Elektronik des Modell CBM D9090 und des Modell CBM D9060 sind identisch. Der einzige Unterschied ist die Größe der installierten Festplatte, welche mit einem Jumper gesetzt wurde, um zwischen 4 oder 6 Festplattenköpfe zu unterscheiden. Ursprünglich für die PET-Serie gedacht, waren sie auch mit den Commodore 64 und späteren Modellen mit einem Adapter verwendbar.

## Technische Daten
| Modell | Typ           | rpm     | Zylinder | Köpfe | Rohkapazität | Größe formatiert | Freie Blöcke | Freier Speicher |
| ------ | ------------- | ------- | -------- | ----- | ------------ | ---------------- | ------------ | --------------- |
| D9060  | TANDON TM602S | 3600±1% | 153      | 4     | 6,4 MB       | 4,98 MB          | 19.442       | 4860,5 kB       |
| D9090  | TANDON TM603S | 3600±1% | 153      | 6     | 9,6 MB       | 7,47 MB          | 29.162       | 7290,5 kB       |

- Auf der D9090 werden 25 % der Festplatte nie benutzt

Intern wurde das System aus vier Teilen zusammengesetzt:
1. CBM DOS 3.0 PCB
2. SCSI-Controller
3. Festplattenlaufwerk
4. Netzteil

Eingangsspannungen: 100, 117, 220, 240 V AC

## CBM DOS 3.0 PCB

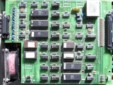
CBM-DOS

Die DOS-PCB (Platine) besteht aus folgenden elektronischen Komponenten:
- 3 × ROMs (zwei für die CBM-DOS-Kommunikation mit dem Computer, einer für die SASI-Kommunikation bei der Festplattenformatierung, Track & Sector-Layout, 4 oder 6 Köpfe)
- 4 oder 6 Lese-/Schreibköpfe können nur durch einen Hardware-Jumper ausgewählt werden, der sich auf der Vorderseite der DOS-Platine befindet
- 2 × 6502 Mikroprozessoren
- 2 × 6532 RIOT (RAM-I/O-Timer) Chip
- 1 × 6522 I/O-Chip

## Verwendung für den Commodore 64/128

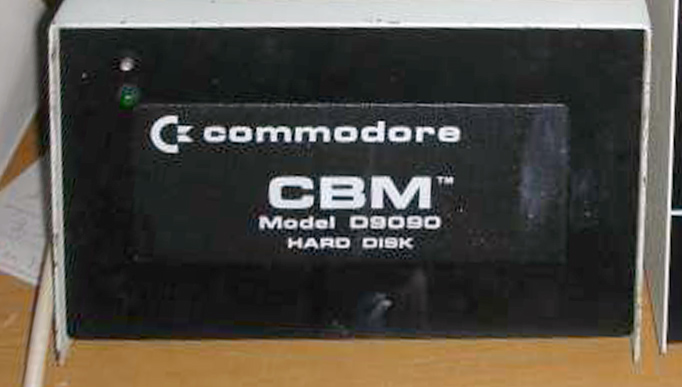
Commodore Festplatte CBM D9090

Die Festplattenmodelle D9090 und D9060 waren in den frühen 1980er Jahren für Benutzer eines Commodore 64 oder Commodore 128 ein Luxus, um alle ihre Programme und Spiele an einem Ort zu speichern. Das System war 7 mal schneller als das Standard-Laufwerk Commodore 1541 mit lediglich "664 BLOCKS FREE" (166 kB), wohingegen die D9090 Festplatte mit "29.162 BLOCKS FREE" (7290 kB) punktete.
In den späten 1980er Jahren hatte der Commodore 64 alle anderen Commodore-8-Bit-Maschinen vor allem wegen der großen Anzahl der Benutzer weltweit und auch der Marktunterstützung von so vielen Drittanbieter-Software- und Hardware-Unternehmen überholt. Infolgedessen wurden die älteren IEEE-488-Diskettenlaufwerke und Festplattenlaufwerke von einer großen Anzahl von C64-Besitzern erworben, um mit einem IEEE-488-Interface eine Verbindung zu ihrem Computer herzustellen. Dies hat Druck auf die Versorgung dieser Geräte gelegt, was von Commodore 64/128-Benutzern gewünscht wurde.

## Festplatte am C64 kontra 1541 mit Floppy-Speeder
Die Daten stammen aus dem Artikel Original Commodore Festplatte am C64 des 64’er-Magazin 11/1988, Seite 150.